# Granville (Iowa)
Granville es una ciudad ubicada en el condado de Sioux en el estado estadounidense de Iowa. En el Censo de 2010 tenía una población de 312 habitantes y una densidad poblacional de 421,2 personas por km².

## Geografía
Granville se encuentra ubicada en las coordenadas 42°59′7″N 95°52′29″O / 42.98528, -95.87472. Según la Oficina del Censo de los Estados Unidos, Granville tiene una superficie total de 0.74 km², de la cual 0.74 km² corresponden a tierra firme y (0%) 0 km² es agua.

## Demografía
Según el censo de 2010, había 312 personas residiendo en Granville. La densidad de población era de 421,2 hab./km². De los 312 habitantes, Granville estaba compuesto por el 89.74% blancos, el 0.64% eran afroamericanos, el 0% eran amerindios, el 0.32% eran asiáticos, el 0% eran isleños del Pacífico, el 7.37% eran de otras razas y el 1.92% pertenecían a dos o más razas. Del total de la población el 13.14% eran hispanos o latinos de cualquier raza.